# Năng lượng ở Hồng Kông
Năng lượng ở Hồng Kông đề cập đến loại năng lượng và nó cơ sở hạ tầng liên quan đến nó được sử dụng ở Hồng Kông. Năng lượng rất quan trọng cho sự phát triển của thương mại và công nghiệp ở Hồng Kông với diện tích sử dụng đất tương đối nhỏ. Hồng Kông chủ yếu là khẩu năng lượng từ bên ngoài hoặc sản xuất năng lượng thông qua một số quy trình trung gian.

### Năng lượng mặt trời

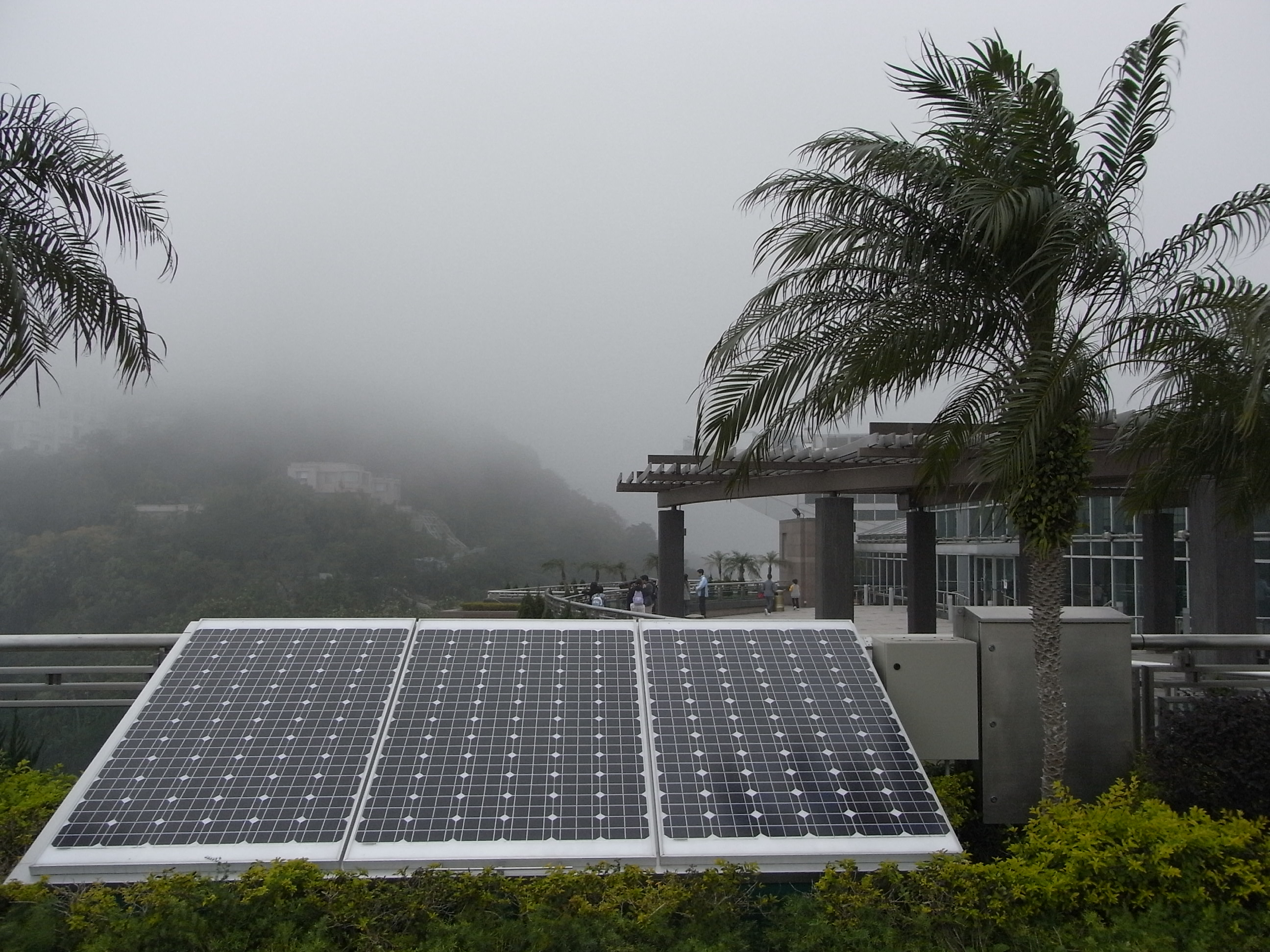
Tấm quang điện ở The Peak Galleria

### Năng lượng gió

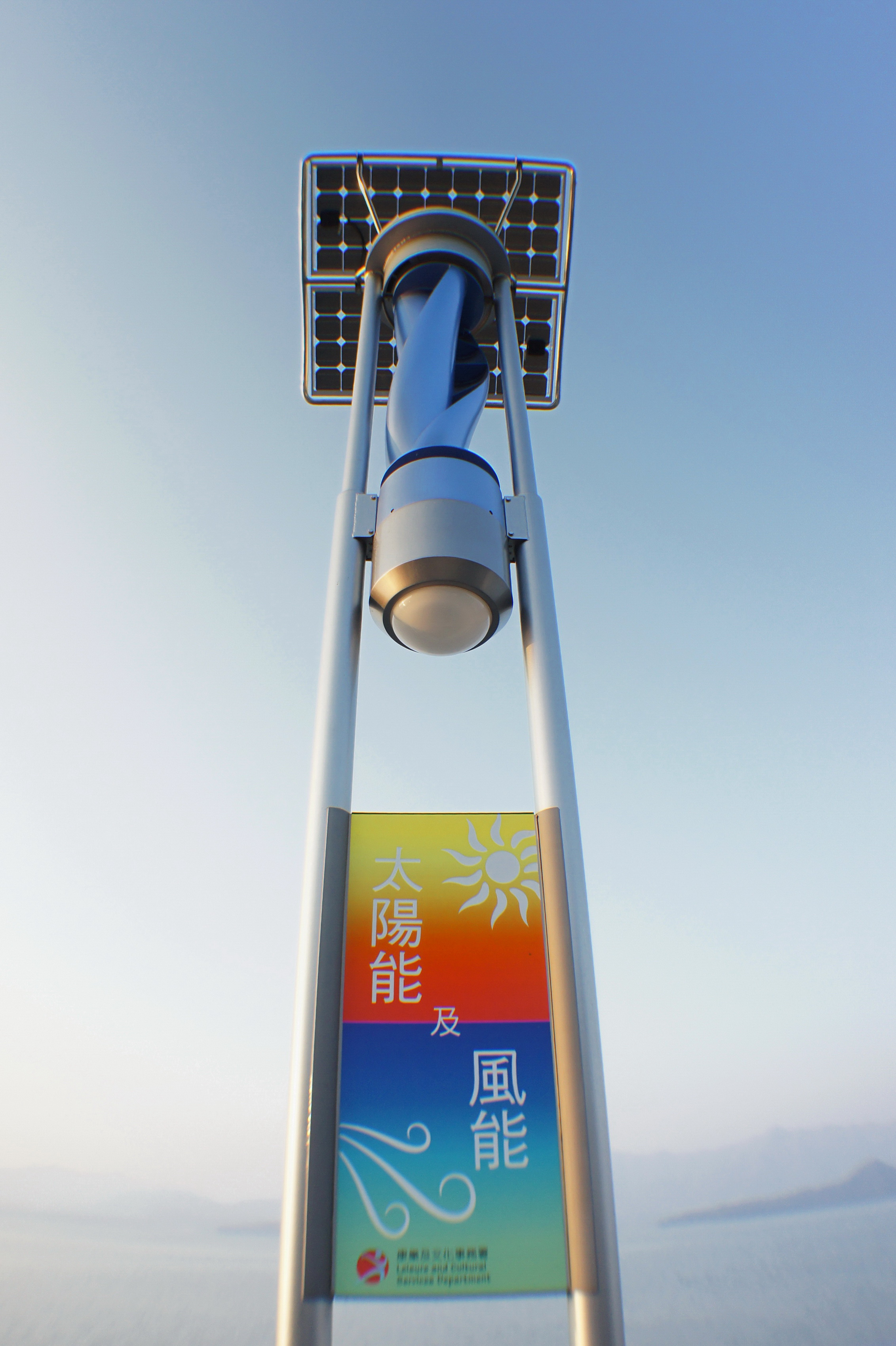
Đèn năng lượng mặt trời và gió tại Ma On Shan